# Moulin à eau de L'Isle-aux-Coudres
Pour les articles homonymes, voir Moulin à eau (homonymie).
Le moulin à eau de L'Isle-aux-Coudres est l'un des derniers moulins à eau du Québec au Canada.

## Histoire
Pour pallier l'absence de vent qui empêchait les moulins à vent de produire du blé, Alexis Tremblay a l'idée de construire un moulin à eau sur la rivière Rouge, à l'extrémité ouest de l'île. Il est plus tard complété par un moulin à vent, construit par son fil Thomas.
Restauré dans les années 1980, ce moulin conserve plusieurs éléments architecturaux d'origine et fonctionne toujours.

## Description
L'édifice abrite d'un côté le logement du meunier et de l'autre, les mécanismes. On y retrouve les roues, les engrenages, les meules, le bluteau, la potence, la moulange, la trémie, l'auget, le baille-blé et l'archure. La meule est actionnée par une roue à aubes. Le barrage et le canal en bois existent toujours. 
Le bâtiment lui-même suit un plan rectangulaire avec un toit à deux versants droits. Il est construit en pierre; le toit est recouvert de bardeaux de cèdre. Il y a peu d'ouvertures : une lucarne à l'avant et à l'arrière, une porte à l'avant et une dans le mur pignon droit, une petite porte dans le toit et une autre dans le mur pignon gauche.

## Identification
- Nom du bâtiment : Moulin à eau Desgagné
- Adresse civique : 247, chemin du Moulin
- Municipalité : L'Isle-aux-Coudres
- Note : Ce moulin à eau est voisin du Moulin à vent Desgagné de l'Île-aux-Coudres.

## Construction
- Date de construction : 1826

## Protection patrimoniale
Classé monument historique en 1963